# Marjoe Gortner
Hugh Marjoe Ross Gortner (geralmente conhecido como Marjoe Goetner, nascido em 14 de janeiro de 1944, em Long Beach, California) é um controverso ex-evangelista e ator estadunidense. Ele chamou a atenção do público em geral ao fim dos anos 1940, quando seus pais fizeram com que fosse ordenado pastor, devido a sua surpreendente habilidade oratória; foi o mais jovem a assumir tal posição. Durante sua juventude, pregou nos circuitos do Avivamento cristão e trouxe fama ao movimento.
Contudo, ele tornou-se uma celebridade durante os anos 1970 quando estrelou em  Marjoe (1972), um documentário sobre os bastidores do lucrativo negócio da pregação pentecostal. Nele, Marjoe diz que não acredita no que prega, e decide revelar, junto com os diretores do filme, o esquema de manipulação de fiéis praticado por tais igrejas. Este documentário granhou o Oscar de melhor documentário de longa-metragem de 1972. Ele é considerado hoje em dia uma das críticas mais veementes às pregações pentecostais.
Depois do documentário, Marjoe abandona a carreira como pregador e inicia a de ator. Participou de séries e filmes como Bobbie Jo and the Outlaw e Falcon Crest.

## Filmografia
- Marjoe (1972)
- The Gun and the Pulpit (1974)
- Earthquake (1974)
- Bobbie Jo and the Outlaw (1976)
- The Food of the Gods (1976)
- Mayday at 40,000 Feet! (1976)
- Viva Knievel! (1977)
- Sidewinder (1977)
- Acapulco Gold (1978)
- Starcrash (1978)
- When You Comin' Back, Red Ryder? (1979)
- Mausoleum (1983)
- Jungle Warriors (1984)
- Hell Hole (1985)
- American Ninja 3: Blood Hunt (1989)
- Fire, Ice and Dynamite (1990)
- Wild Bill (1995 film) (1995)